# 冯基平
冯基平（1911年—1983年9月29日），男，辽宁法库人，中华人民共和国政治人物。

## 生平
冯基平早年投身革命，1932年被捕，关押在草岚子监狱。随后经中共地下党营救出狱，随后担任山西青年抗敌决死队第四纵队第19团团长。1944年，担任绥蒙保安处副处长等职。中华人民共和国成立后，他担任北京市公安局局长、北京市副市长等职位，在任期间负责京密引水渠建造施工和主持修建秦城監獄。
1964年9月起，调任陕西省委常务书记。文化大革命期间，被诬陷成共產黨的「叛徒」，从1966年6月到1975年5月被关入他親自主持修建的秦城監獄達九年。在狱中带镣铐长达四年之久。1979年7月，他担任中华人民共和国国务院副秘书长，后改任中共北京市委书记（当时设第一书记）兼政法委员会书记。随后担任中顾委委员，1983年9月29日病逝。

## 轶事
馮基平是秦城監獄工程負責人之一。故他后来曾經說：「我要是知道我建的這座監獄是關押我自己的話、我一定會把它建得更好一些。」

## 主抓大案
- 1950年辅华合记矿药厂爆炸案
- 1954年国民党特务段云鹏案
- 1960年伪造周总理签字诈骗银行案

## 家庭
女儿冯璐，女婿贺鹏飞。